# Natalie Kucowski
Natalie Kucowski est une joueuse américaine de basket-ball, née le 10 décembre 1998 à Philadelphie (Pennsylvanie).

## Biographie
Drafté en 35e choix de la draft WNBA 2021 par le Storm de Seattle, elle n'est pas conservée et joue en Europe avec le club tchèque de KP Brno pour des statistiques de 10,7 points à 48,8 % de réussite et 11,0 rebonds en Eurocoupe et 11,3 points à 54,4 % de réussite et 11,1 rebonds en championnat. Elle s'engage pour le saison LFB 2022-2023 avec Saint-Amand.